# Dżuhastrowe
Dżuhastrowe (ukr. Джугастрове) – wieś na Ukrainie, w obwodzie odeskim, w rejonie berezowskim, w hromadzie Konoplane. W 2001 liczyła 334 mieszkańców, spośród których 316 wskazało jako ojczysty język ukraiński, 1 rosyjski, 15 mołdawski, a 2 bułgarski.